# Derek Lyle
Derek Lyle (Glasgow, 13 februari 1981) is een Schotse voetballer (aanvaller) die sinds 2011 voor de Schotse tweedeklasser Hamilton Academical FC uitkomt. Voordien speelde hij onder meer voor Partick Thistle FC, Queen of the South FC, Dundee FC en Greenock Morton FC.